# Liverdun
Liverdun is een gemeente in het Franse departement Meurthe-et-Moselle in de regio Grand Est en maakt deel uit van het arrondissement Toul. De gemeente telde 5.656 inwoners op 1 januari 2022.

## Geschiedenis
Liverdun was een bezit van de bisschoppen van Toul. In de twaalfde eeuw bouwde bisschop Pierre de Brixey er een versterkte burcht op de plaats van een vroeger kasteel dat vervallen was tot ruïne. Deze burcht was de voornaamste van het prinsbisdom Toul en bekroonde de bovenstad van Liverdun. De muur rond deze bovenstad telde tien torens. Ook de benedenstad werd ommuurd. Op 16 september 1467 werd Liverdun ingenomen door de troepen van de hertog van Lotharingen. De stad werd geplunderd en voor een groot deel verwoest. In de achttiende eeuw was Liverdun de zomerresidentie van de bisschoppen van Toul.
In de middeleeuwen werd de wijnbouw geïntroduceerd in Liverdun en de Gamay de Liverdun was tot het einde van de negentiende eeuw een wijn met faam.
Liverdun maakte deel uit van het kanton Domèvre-en-Haye tot het kanton op 22 maart 2015 werd opgeheven en de gemeenten werden opgenomen in het kanton Nord-Toulois, waarvan Liverdun de hoofdplaats werd.

## Geografie
De oppervlakte van Liverdun bedraagt 25,23 vierkante kilometer; Op 1 januari 2022 was de bevolkingsdichtheid 224,2 inwoners per km².
De Moezel stroomt door de gemeente en het historisch centrum van de plaats ligt in een bocht van die rivier.
De onderstaande kaart toont de ligging van Liverdun met de belangrijkste infrastructuur en aangrenzende gemeenten.

## Demografie
Onderstaande figuur toont het verloop van het inwonertal.

## Bezienswaardigheden

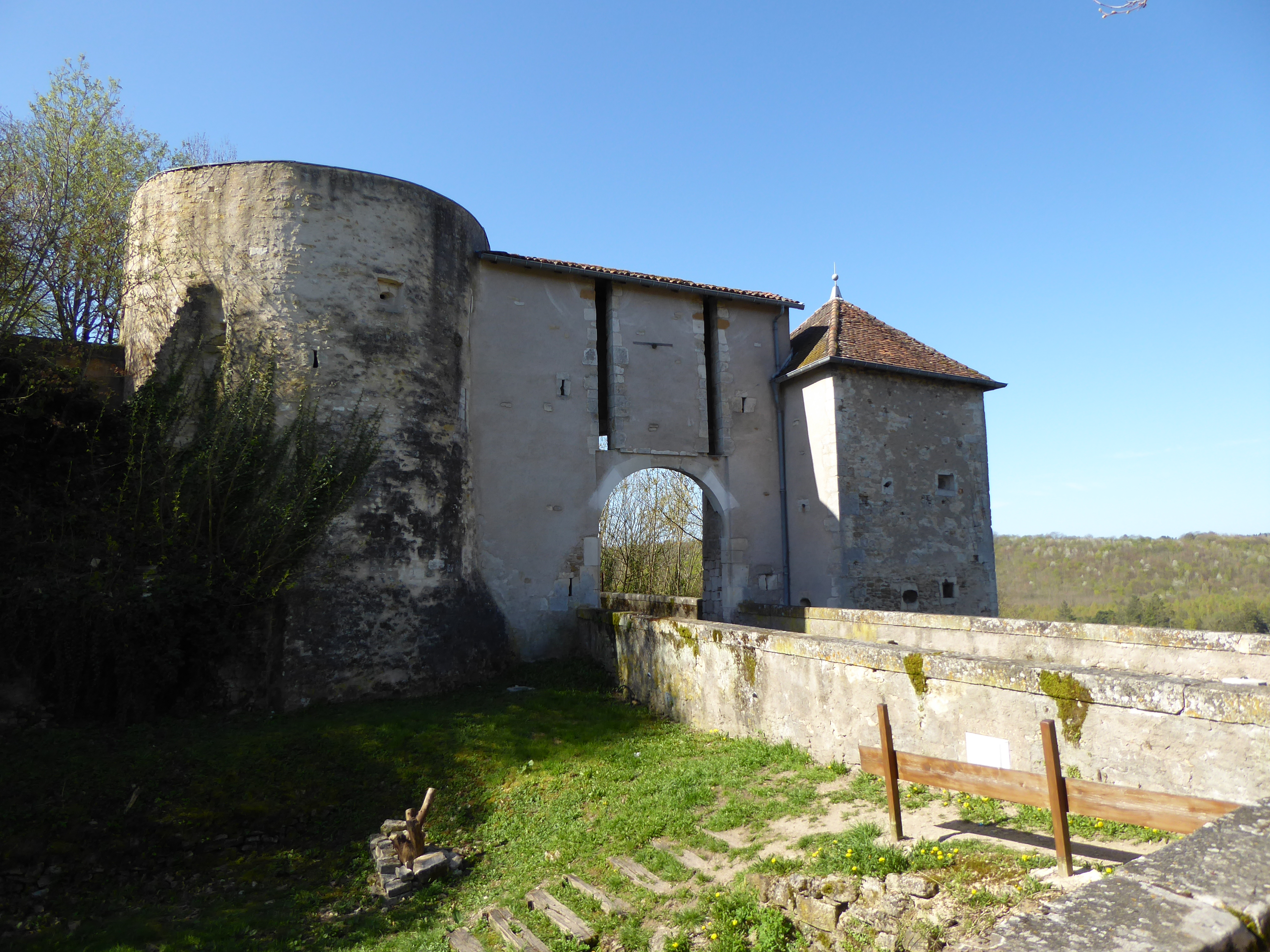
Porte Haute

Anno 2023 telde de gemeente dertien historische monumenten. De stad kende haar hoogtepunt in de middeleeuwen maar veel van de historische gebouwen zijn zestiende-eeuws en gebouwd in renaissancestijl. Dit is het gevolg van de verwoesting die de stad onderging in 1467.
De Porte Haute werd gebouwd in de twaalfde eeuw als noordelijke toegangspoort van de bovenstad. De twee torens die de poort flankeren werden later bijgebouwd, de ene aan het einde van de twaalfde eeuw, de andere in de veertiende eeuw. De poort werd in 1925 beschermd als historisch monument.
De Saint-Pierrekerk werd vanaf 1184 gebouwd in romaanse stijl in de bovenstad. Opdrachtgever was bisschop Pierre de Brixey die relieken van de heilige Eucharius schonk aan de kerk. De kerk had een eigen kapittel. Ze werd ernstig beschadigd door brand bij het beleg van Liverdun in 1467 en in verschillende fases gerestaureerd. Ze werd in 1924 beschermd als historisch monument.
Het Château Corbin werd gebouwd in 1837 op de ruïne van de vroegere bisschoppelijke burcht. Het werd in 1891 gekocht door Antoine Corbin. Het kasteel werd in 1904 verwoest door een brand en heropgebouwd door zijn zoon Eugène Corbin. Het Château Corbin is sinds 1996 in bezit van de gemeente.
Andilly · Aingeray · Ansauville · Avrainville · Beaumont · Bernécourt · Bois-de-Haye · Boucq · Bouillonville · Bouvron · Bruley · Charey · Domèvre-en-Haye · Dommartin-la-Chaussée · Essey-et-Maizerais · Euvezin · Flirey · Fontenoy-sur-Moselle · Francheville · Gézoncourt · Gondreville · Griscourt · Grosrouvres · Hamonville · Jaillon · Jaulny · Lagney · Limey-Remenauville · Lironville · Liverdun · Lucey · Mamey · Mandres-aux-Quatre-Tours · Manoncourt-en-Woëvre · Manonville · Martincourt · Ménil-la-Tour · Minorville · Noviant-aux-Prés · Pannes · Rembercourt-sur-Mad · Rogéville · Rosières-en-Haye · Royaumeix · Saint-Baussant · Saizerais · Sanzey · Seicheprey · Thiaucourt-Regniéville · Tremblecourt · Trondes · Viéville-en-Haye · Vilcey-sur-Trey · Villers-en-Haye · Villey-Saint-Étienne · Xammes